# Héctor Béjar
Héctor Béjar Rivera (2 de setembro de 1935)  é um autor peruano e professor universitário. Ele atuou como ministro das Relações Exteriores do Peru de 29 de julho de 2021 a 17 de agosto de 2021.
Figura histórica no Peru contemporâneo, sua participação no Exército de Libertação Nacional na década de 1960 atraiu grande atenção da mídia, além de se recusar a chamar o atual governo da Venezuela, sob Nicolás Maduro, de ditadura.

## Vida política
Em 1962, junto com Javier Heraud, Julio Dagnino, Alain Elias, Julio Chang, entre outros, fundou o Exército de Libertação Nacional, que fez parte do movimento de libertação dos anos 60 no Peru. Ele cumpriu cinco anos de prisão antes de ser libertado por uma anistia geral concedida pelo general Juan Velasco Alvarado, que assumiu o poder em 1968 e pediu a Béjar que trabalhasse na reforma das políticas de terras com o governo. Béjar colaborou com o Governo de Velasco na participação social e juvenil, apoiando a reforma agrária nacional. Na década de setenta, Béjar e antigos colaboradores de Velasco formaram o CEDEP (Centro de Desenvolvimento e Participação), uma das primeiras Organizações Não Governamentais peruanas.
Em 29 de julho de 2021, o presidente Pedro Castillo nomeou Béjar como o novo ministro das Relações Exteriores. Ele renunciou em 17 de agosto de 2021 em meio a críticas por declarar em um webinar privado, um ano antes de ser ministro, que alguns elementos do alto comando naval peruano "foram responsáveis por atos terroristas" na década de setenta contra o governo de Juan Velasco, e além disso foram treinados pela CIA para fazê-lo, conforme descrito em telegramas diplomáticos dos EUA publicados pelo Wikileaks. Bejar esclareceu posteriormente publicamente na mídia peruana que não acusou a Marinha como instituição e que suas palavras foram manipuladas para fins políticos.